# علال الخديمي
علال الخديمي (1952 – ) هو أكاديمي وباحث مغربي في التاريخ، وأستاذ جامعي سابق بكلية الآداب والعلوم الإنسانية بجامعة محمد الخامس بالرباط، متخصّص في دراسة الحركة الوطنية والمقاومة المغربية ضد الاستعمار الفرنسي والإسباني، وفي توثيق تاريخ المغرب الحديث والمعاصر، وهو عضو في الجمعية المغربية للبحث التاريخي.

## النشأة والتعليم
وُلد الخديمي سنة 1952 بفخذة الطواهرة من فرقة الفرجان، قبيلة النجدة الزعرية. ينحدر من أسرة مقاومة، فهو حفيد المجاهد سي إدريس ولد سي الخديم بن عبد الكامل الفرجاني النجدي (ت. 1950). تلقى تعليمه الأولي بمدرسة جمعة مول البلاد، ثم التحق بالمدرسة الإسلامية للبنين بمدينة الرماني، وأكمل دراسته الإعدادية والثانوية بمدينة الرباط. حصل على شهادة الدكتوراه في التاريخ من كلية الآداب بجامعة محمد الخامس.

## المسار الأكاديمي
بدأ الخديمي مساره المهني أستاذاً بالتعليم الثانوي في مدينة آسفي، قبل أن يلتحق بكلية الآداب والعلوم الإنسانية بجامعة محمد الخامس بالرباط أستاذًا لمادة التاريخ، حيث استمر حتى تقاعده سنة 2012. عُرف بدماثة الخلق وبغزارة إنتاجه العلمي، وشارك في العديد من الندوات والملتقيات المتخصصة، وأشرف على بحوث جامعية في الإجازة والدراسات العليا والدكتوراه. وهو عضو في فرق بحث وإعداد موسوعات وطنية، منها "معلمة المغرب" و**"موسوعة الحركة الوطنية والمقاومة وجيش التحرير بالمغرب"، وعضو سابق في الجمعية المغربية للبحث التاريخي واللجنة الاستشارية العلمية بالمندوبية السامية لقدماء المقاومين وأعضاء جيش التحرير.

## مجالات البحث
تركّزت أبحاث علال الخديمي على دراسة تاريخ المقاومة المغربية وحركات الجهاد ضد الاستعمار، إضافةً إلى العلاقات المغربية–الأوروبية خلال القرن التاسع عشر وبداية القرن العشرين. اهتم الخديمي بشكل خاص بتاريخ البادية المغربية، مشيراً في أحد أعماله العلمية إلى أن تاريخ القبائل المغربية، في مجمله، ما يزال محاطاً بالتكهنات والأحكام المسبقة والنظريات المتسرعة، مؤكداً أن تاريخ المغرب، في حدود معينة، هو في جوهره تاريخ بادية لعبت دوراً محورياً بمختلف مقوماتها في تشكيل مساره التاريخي. كما اهتم بما يسمى البيعة الحفيطية, أي الانقلاب الذي حدث في المغرب بين عامي 1907 و 1908 استولى فيه عبد الحفيظ على السلطة من شقيقه عبد العزيز 
كما أرخ لحاثة الدار البيضاء التي مثّلت أحد الفصول المظلمة في تاريخ المغرب الحديث, في 5 أغسطس 1 تعرّضت لقصف بحري من قبل القوات الفرنسية. فقد أطلق الطراد الفرنسي غاليليه (Galilée) نيرانه على المدينة، مما أدى إلى تدمير أجزاء منها وسقوط العديد من الضحايا. ووفق ما أورده المؤرخ علال الخديمي، فقد وصلت في اليوم نفسه البارجة الحربية دو شايلا (Du Chayla) والطراد فوربان (Forbin) إلى شواطئ الدار البيضاء، حيث نزل نحو 200 من البحارة لتعزيز القوات المشاركة في الهجوم، بينما كانت الفرقاطات تواصل قصف المدينة. ويصف الخديمي هذا الحدث بأنه "عدوان عنيف لا يمكن أن يصدر إلا عن أناس بلا مشاعر ولا إنسانية، تعميهم الكراهية والعنصرية والجشع الاستعماري". 

## المؤلفات
- التدخل الأجنبي والمقاومة بالمغرب 1894-1910: حادثة الدار البيضاء واحتلال الشاوية، صدر سنة 1994 عن أفريقيا الشرق[5]
- المغرب في مواجهة التحديات الخارجية 1851م - 1947م، صدر سنة 2006 عن دار النشر إفريقيا الشرق[6]
- الحركة الحفيظية أو المغرب قبيل فرض الحماية الفرنسية صدر سنة 2009 عن دار أبي رقراق للطباعة والنشر [7]
- كما ألّف دراسات مخطوطة، منها: تطور وظيفة النائب السلطاني بطنجة 1851-1924. وله عشرات الأبحاث المنشورة في مجلات ودوريات وطنية ودولية.